# Pronoe (Tochter des Asopos)
Pronoe (altgriechisch Προνόη, „die Vorsorgende“ oder „die Vorausdenkerin“) ist in der griechischen Mythologie die Tochter des Flussgottes Asopos. Sie hatte zwei Brüder und zwölf oder zwanzig Schwestern. 
Durch Poseidon war Pronoe die Mutter des Phokos, der dem Land Phokaia den Namen gab.